# ICC Americas
ICC Americas är ett internationellt organ som övervakar cricket i länder i Nord- och Sydamerika. Det är ett underorgan till International Cricket Council (ICC). Organisationen har för närvarande 17 medlemmar, lokaliserade i Nordamerika, Centralamerika, Sydamerika och Karibien, och är ansvarig för utveckling, marknadsföring och administration av sporten i ovanstående regioner.
ICC Nord- och Sydamerika övervakar de regionala kvalifikationsturneringarna för Cricket-VM, Damernas Cricket-VM, Herrarnas ICC T20 världsmästerskap, Damernas ICC T20 världsmästerskap och U19 Cricket VM. Tidigare arrangerade organet ICC Americas Championship som den främsta internationella tävlingen i regionen. Själva världsmästerskapet har bara hållits i regionen vid ett enda tillfälle, då Västindien stod som värd för VM 2007. Andra subregionala turneringar organiseras mellan ICC-medlemmar i Amerika, såsom Central American Cricket Championship och South American Cricket Championship, men de är inte organiserade av ICC Nord- och Sydamerika.
Tidigare låg huvudkontoret i Toronto i Kanada, men det flyttades till Colorado Springs i USA 2016.

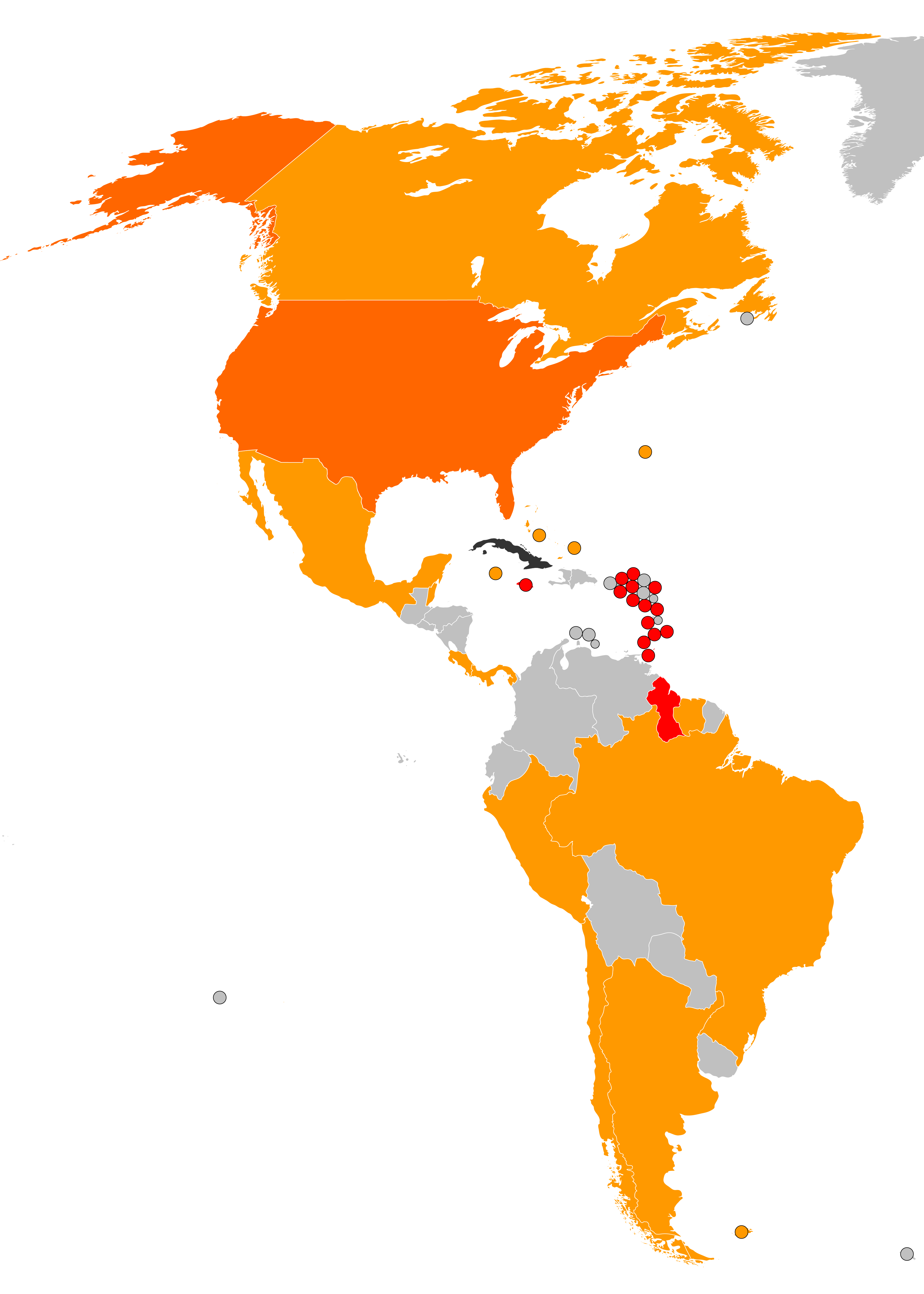
Medlemmar av International Cricket Council i Amerika.
Fullständiga medlemmar (1, Västindien)
Associerade medlemmar med ODI-status (1, USA)
Associerade medlemmar (15)
Tidigare medlemmar (1, Kuba)
Icke-medlemmar

## Medlemmar

### Fullständiga medlemmar
- Västindien

### Associerade medlemmar med ODI- och T20I-status
- USA

### Associerade medlemmar med T20I-status
- Argentina
- Bahamas
- Belize
- Bermuda
- Brasilien
- Kanada
- Caymanöarna
- Chile
- Costa Rica
- Falklandsöarna
- Mexiko
- Panama
- Peru
- Surinam
- Turks- och Caicosöarna

### Före detta medlemmar
- Kuba